# جو موريل
جو موريل (بالإنجليزية: Joe Morrell)‏ هو لاعب كرة قدم بريطاني في مركزي central midfielder ‏ والهجوم، ولد في 3 يناير 1997 في إبسوتش في المملكة المتحدة. شارك مع منتخب ويلز تحت 17 سنة لكرة القدم ومنتخب ويلز تحت 19 سنة لكرة القدم ومنتخب ويلز تحت 21 سنة لكرة القدم ومنتخب ويلز لكرة القدم. أما مع النوادي، فقد لعب مع نادي بريستول سيتي ونادي تشيلتنهام تاون لكرة القدم ونادي لينكولن سيتي ونادي مارغيت.

## وصلات خارجية
- جو موريل على موقع الاتحاد الدولي (مؤرشف)  (الإنجليزية)
- جو موريل على موقع الاتحاد الأوربي (الإنجليزية)
- جو موريل على موقع قاعدة بيانات كرة القدم.إي يو (الإنجليزية)
- جو موريل على موقع بيانات كرة القدم. دي إي (الألمانية)
- جو موريل على موقع ناشيونال فوتبول تيمز (الإنجليزية)
- جو موريل على موقع Soccerbase.com (لاعب) (الإنجليزية)
- جو موريل على موقع Soccerway.com (الإنجليزية)
- جو موريل على موقع عالم كرة القدم.نت (الإنجليزية)